# Dassault Super-Étendard
Le Dassault Super-Étendard est un avion d'attaque et de chasse français, construit par Dassault, destiné à être embarqué à bord de porte-avions. Successeur de l'Étendard IV, il a été produit à 85 exemplaires mis en service par la Marine nationale française et l'Argentine.
La version initiale du Super-Étendard est parfois désignée de façon abrégée SUE (pour Super-Étendard), tandis que la version modernisée apparue à la fin des années 1980 est désignée SEM (pour Super-Étendard modernisé).

## Conception

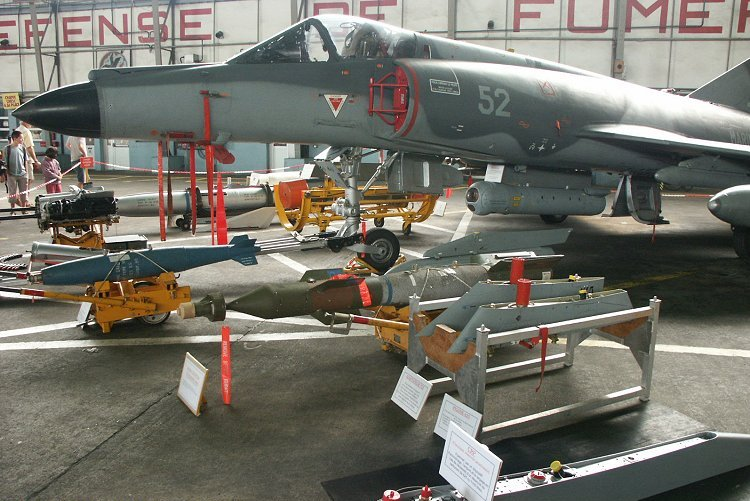
Un Super-Étendard modernisé standard 4 avec son armement complet en présentation lors d'une journée portes-ouvertes, le 29 juin 2003, sur la base d'aéronautique navale de Landivisiau.
On trouve au point d'accrochage ventral : 1 nacelle de désignation laser Damocles. Sous l'aile gauche : on voit l'avant d'un réservoir supplémentaire et un lance-leurres. Au sol : un support pour réservoir supplémentaire de 1000 litres (au 1er plan), deux supports d'armement, une bombe guidée laser de 250 kg, une bombe lisse de 250 kg, deux canons DEFA de calibre 30 mm montés sur leur châssis, sur le chariot jaune : 1 nacelle de désignation laser Atlis et au fond un missile AS30 laser.

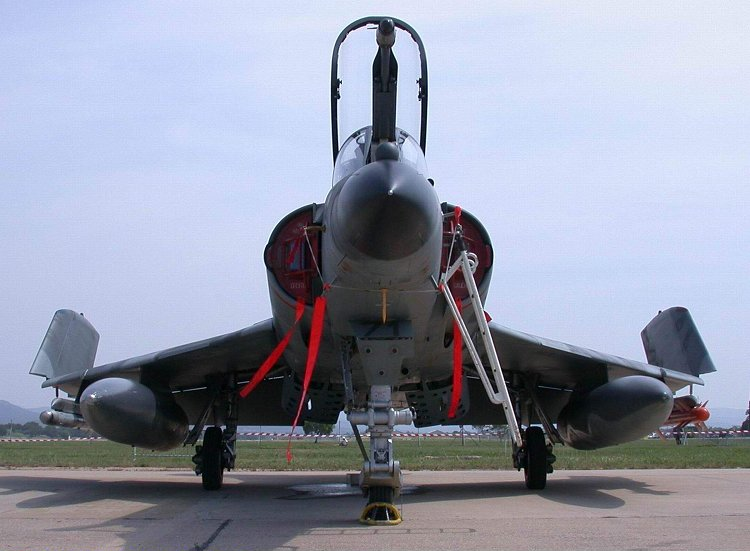
Le Super-Étendard 71, dernier livré à la marine nationale, avec les saumons repliés.

À la fin des années 1960, la Marine nationale française lance des études pour remplacer ses Étendard IV et Vought F-8 Crusader au sein de son aviation navale. Elle accepte en 1969 le projet du Jaguar M (version navalisée du Jaguar franco-britannique), mais celui-ci est abandonné en 1973. L'achat d'avions américains comme le Douglas A-4 Skyhawk ou le Vought A-7 Corsair II est également envisagé, mais le gouvernement français impose finalement le choix du Super-Étendard proposé par Dassault.
Ce Super-Étendard est en fait un Étendard IV avec un nouveau réacteur ATAR 8K50 (un ATAR 9K50 dépourvu de postcombustion), une avionique entièrement modifiée comprenant en particulier un nouveau radar Agave nécessitant de modifier le nez, et une nouvelle voilure dont les dispositifs hypersustentateurs sont améliorés. Deux prototypes sont réalisés à partir d'Étendard IVM modifiés, et un troisième Étendard IVM est utilisé uniquement pour tester la nouvelle voilure.
Le premier prototype fait son vol inaugural le 28 octobre 1974. Le second est destiné à tester le système d'armes et vole pour la première fois le 28 mars 1975. Une fois que le troisième Étendard IV modifié a validé la nouvelle voilure, celle-ci est installée sur les deux autres prototypes, et l'avion récupère ses ailes d'origine pour être rendu à la Marine.
Le radar Agave construit par Thomson-CSF en collaboration avec Électronique Marcel Dassault était une adaptation du Radar Cyrano IV du Dassault Mirage F1 avec des capacités air-air limitées mais très optimisé pour le mode air-mer ce qui lui permettait de détecter les grosses frégates de l'époque à plus de 100 km, afin d'en faire une excellente plateforme de lancement du missile antinavire AM-39 Exocet dont le développement se fait en parallèle.
Le premier exemplaire de série s'envole le 25 novembre 1977. Il est officiellement livré à la Marine nationale le 28 juin 1978. La flottille 11F est déclarée opérationnelle en février 1979. Le dernier avion est livré en 1982. Ils sont déployés à partir des porte-avions Foch et Clemenceau.
Conçu dès l'origine avec une capacité de bombardement nucléaire avec la bombe lisse AN-52, la flottille 17 est qualifiée flottille nucléaire dans le cadre de la Force aéronavale nucléaire depuis le 1er janvier 1985 et effectue le premier tir opérationnel d'un missile à charge nucléaire ASMP le 10 octobre 1988 à partir du porte-avions Foch. Le 1er juin 1989, la 11F reçoit également le missile ASMP qui renforce sa vocation nucléaire préstratégique avec une capacité de frappe estimée à 300 kt, soit vingt fois les bombes d'Hiroshima par missile. Le Super-Étendard n'était pas capable d'apponter avec ce missile. La configuration dissymétrique devait être compensée par un réservoir externe. Cette mission cessa en 2010.
Afin de permettre de prolonger la durée d'utilisation des avions, un programme Super-Étendard modernisé (ou SEM) fut lancé en 1986 : l'avion est doté d'un nouveau radar Anémone à antenne à balayage électronique passive et bénéficie d'une mise à niveau de l'électronique de bord et d'une modernisation du poste de pilotage. Le premier avion modifié est livré fin 1993, et le dernier en 1998.
En 1997 est livré le premier SEM dit Standard 3 capable d'emporter une nacelle de désignation laser ATLIS. Il est suivi du Standard 4 qui concerne 47 avions et leur permet d'effectuer des missions de reconnaissance (en remplacement des Étendard IVP réformés) avec la nacelle CRM 280 et améliore leur système d'autoprotection contre les missiles avec l'ajout de lance-leurres Alkan 5081 électromagnétiques et infrarouges en gondole extérieure au point 0 et le détecteur de menace Sherloc, et augmente les capacités offensives par l'emport de la nacelle de désignation laser Damoclès de Thales.
Le Standard 5, apparu en 2006, concernait 35 avions (certains appareils venant au standard 5 à partir du standard 3). C'est la dernière version de l'avion, dont les derniers exemplaires ont volé au sein de l'aéronavale jusqu'en 2016. Cette dernière modernisation inclut des jumelles de vision nocturne, l'utilisation de la nacelle de désignation laser Damoclès en mode nocturne, l'installation d'un poste crypté Saturn Have Quick, une capacité de transmission de données par modem IDM, une planchette de navigation Fightacs, un transmetteur de flux Vidéo Rover, une radio VHF/FM pour la communication avec les troupes au sol, des pylônes bi-bombes, l'emport des bombes à guidage laser GBU-49 de 250 kg et GBU-58 de 125 kg.

## Utilisateurs

### Marine nationale

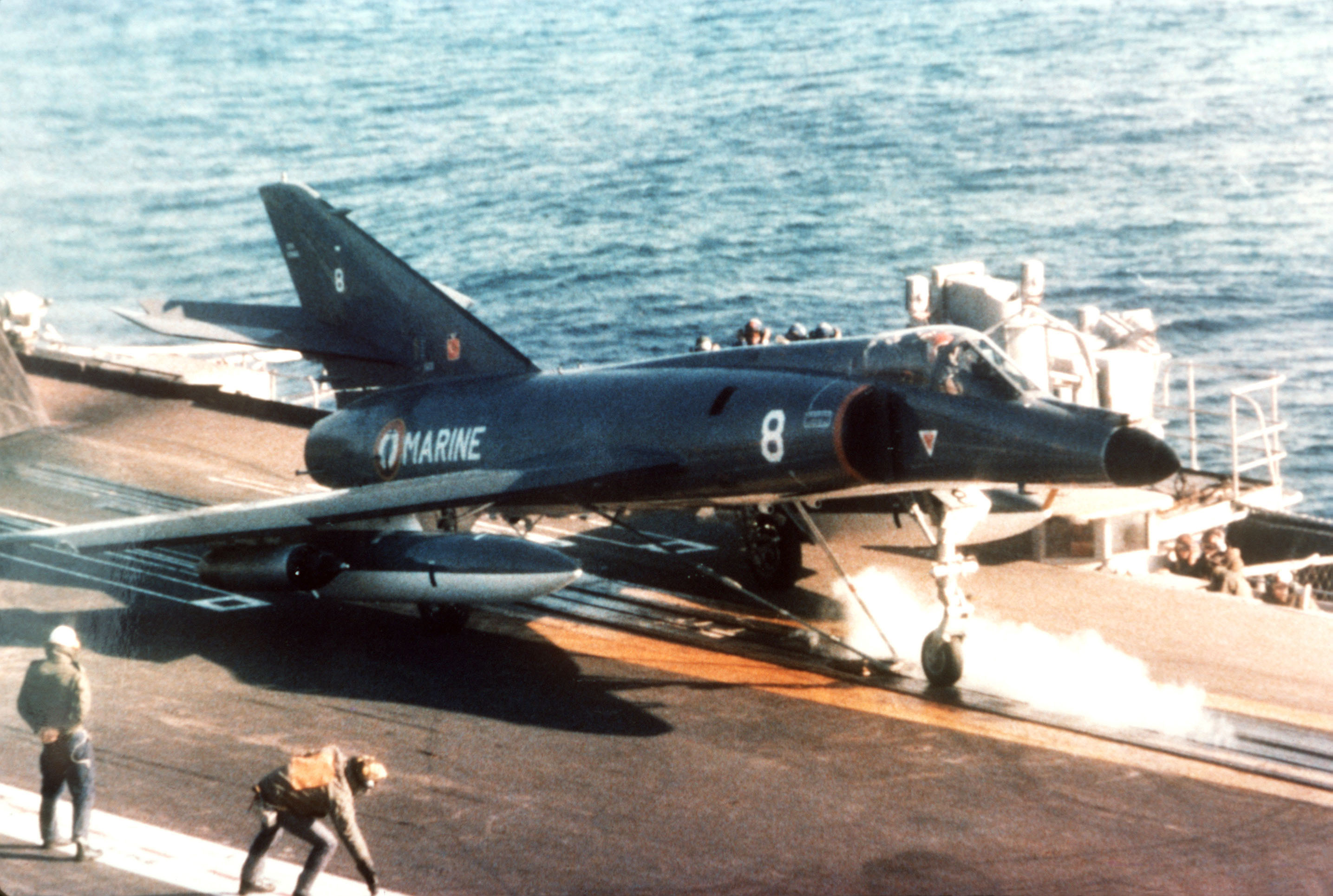
Un Super-Étendard équipé de nacelles de roquettes Matra à bord du Foch durant la guerre du Liban en 1983.

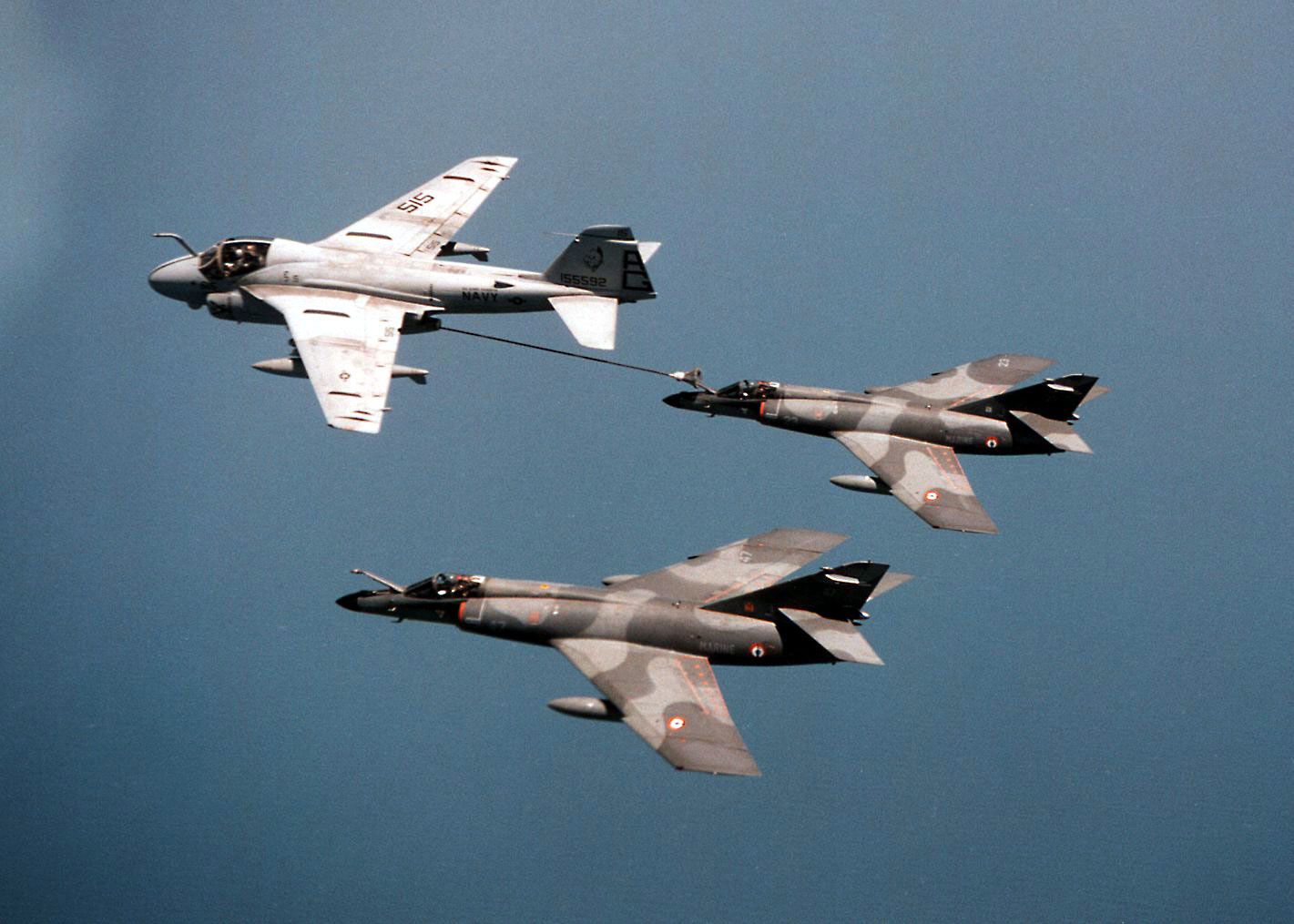
Deux Super-Étendard français ravitaillés en vol par un A-6 Intruder américain lors d'un exercice en 1996.

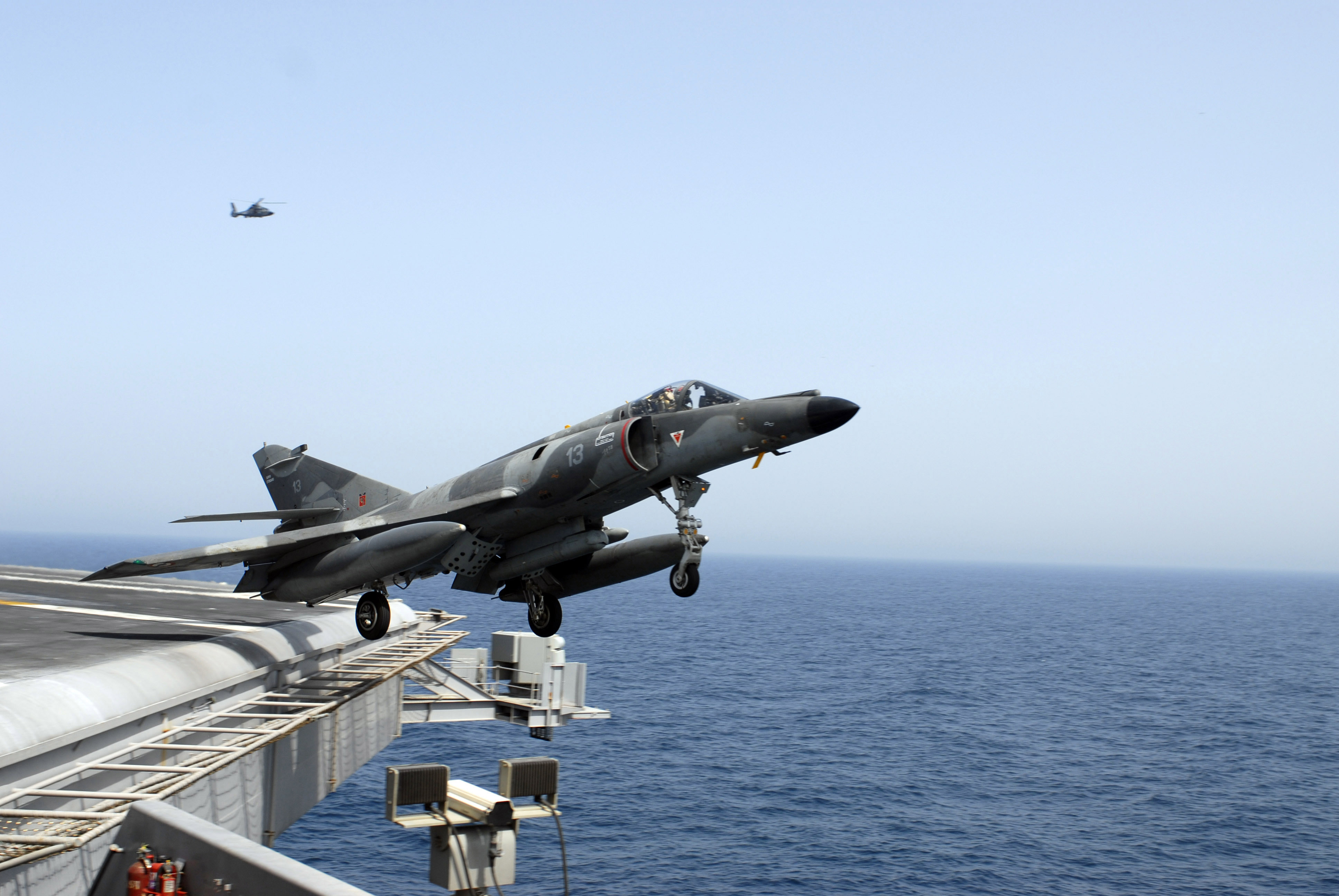
Un Super-Étendard effectue un posé-décollé sur le.

Les premières missions de guerre des Super-Étendard français furent conduites au-dessus du Liban dans le cadre de l'opération Olifant au début des années 1980. Ainsi, le 22 septembre 1983 ils attaquèrent avec succès des batteries d'artillerie de l'armée syrienne qui avaient tiré sur les positions du contingent français, tandis que le 17 novembre de la même année ils effectuèrent, lors de l'opération Brochet, un raid avec huit appareils contre un camp terroriste près de Baalbek en représailles à l'attentat du Drakkar à Beyrouth.
Les Super-Étendard modernisés (SEM) participèrent ultérieurement à des frappes aériennes lors de la guerre de Bosnie-Herzégovine, opération Balbuzard du début 1993 et puis en 1994, 1995, 1996 sur les porte-avions Clemenceau et Foch, puis durant la guerre du Kosovo dans le cadre de l'opération Trident II à partir du 26 janvier 1999, ils participent aux frappes de l'OTAN. Quatre cent quinze sorties de combat sont effectuées par les Super-Étendard pour 202 missions et 127 attaques, ainsi que deux-cent-soixante de ravitaillement en vol. 85 objectifs ont été visés au Kosovo et en Serbie. Avec 9 % des moyens français engagés, la flottille 11F effectue 33 % des sorties, délivre 39 % des munitions guidées, détruit 45 % des objectifs assignés à la France, avec un pourcentage de coup au but de 73 %, soit le meilleur de l'alliance. La flottille 11F des Super-Étendard se verra décerner la croix de guerre des théâtres d'opérations extérieures.
Le 2 octobre 2000, la flottille reçoit les premiers Super-Étendard modernisés (SEM) Standard 4 et assure une mission supplémentaire : la reconnaissance tactique moyenne et basse altitude.
À partir de 2001, les Super-Étendard opèrent à partir du porte-avions Charles-de-Gaulle, admis au service actif le 18 mai de cette même année. À la suite des attentats du 11 septembre 2001 et du déclenchement de l'intervention armée en Afghanistan, les Étendard de la marine nationale sont engagés dans le cadre du dispositif français (opération Héraclès lancée le 21 novembre 2001). À ce titre, ils effectuèrent de nombreuses missions au-dessus de l'Afghanistan, tant de reconnaissance que d'appui-feu (opérant dans ce cas en binôme, un premier appareil désignant la cible au laser, un second larguant une bombe guidée laser de 250 kg), en particulier lors de l'opération Anaconda engagée par les Américains le 2 mars 2002 dans l'est du pays. La distance parcourue lors de ces missions est de l'ordre de 3 000 km, nécessitant trois ou quatre ravitaillements en vol. Les SEM de la flottille 17F seront de nouveau déployés au-dessus du théâtre afghan en mai 2006.
En 2006, la flottille 11F reçoit les premiers SEM Standard 5 et à partir de mars 2007 participe à l'opération Héraclès AIR INDIEN au-dessus de l'Afghanistan et réalise pendant plus d'un mois des missions d'appui et de reconnaissance au profit des forces de l'ISAF. En 6 juin 2008 au 5 octobre 2008, totalisant à cette occasion 930 heures de vol (244 sorties, dont 119 d'appui aérien rapproché, tirant notamment les nouvelles bombes guidées laser+GPS GBU-49).
Du 23 mars au 10 août 2011, les Super-Étendard du porte-avions Charles-de-Gaulle sont engagés en Libye, dans le cadre de l'application de la résolution 1973 du Conseil de sécurité des Nations unies (opération Harmattan).
Le porte-avions Charles-de-Gaulle et les neuf Super-Étendard de la 17F sont à nouveau engagés à partir du 23 février 2015 dans les opérations contre l'organisation terroriste État islamique dans le cadre de la mission Arromanches qui se déroule de novembre 2014 au 20 mai 2015. La première frappe d'un SEM est effectuée par le no 46 qui bombarde le 25 mars 2015 avec une GBU-49. Les durées de mission sont limitées à 6 h (par l'huile moteur) avec l'emport d'une seule GBU-49 ou de deux GBU-58, le canon de calibre 30 mm étant systématiquement approvisionné en obus. Les patrouilles types sont constituées de deux SEM, le chef de patrouille avec deux GBU-58, un nacelle Damoclès ou Atlis II et l'ailier avec une bombe GBU-49, les deux appareils emportent chacun un réservoir central additionnel de 600 litres.
Leur retrait du service a été annoncé en juin 2014, pour effet à l'été 2016. Le dernier catapultage d'un Super-Étendard de la 17F, piloté par son commandant de flottille, a eu lieu le 16 mars 2016. L'avion n'est plus embarqué sur le Charles de Gaulle depuis cette date. Après la participation à un ultime meeting aérien à Biscarosse le 22 mai, ils sont officiellement retirés du service à l'issue d'une cérémonie qui s'est déroulée le 12 juillet 2016 à la base d'aéronautique navale de Landivisiau.

### Marine de la République argentine

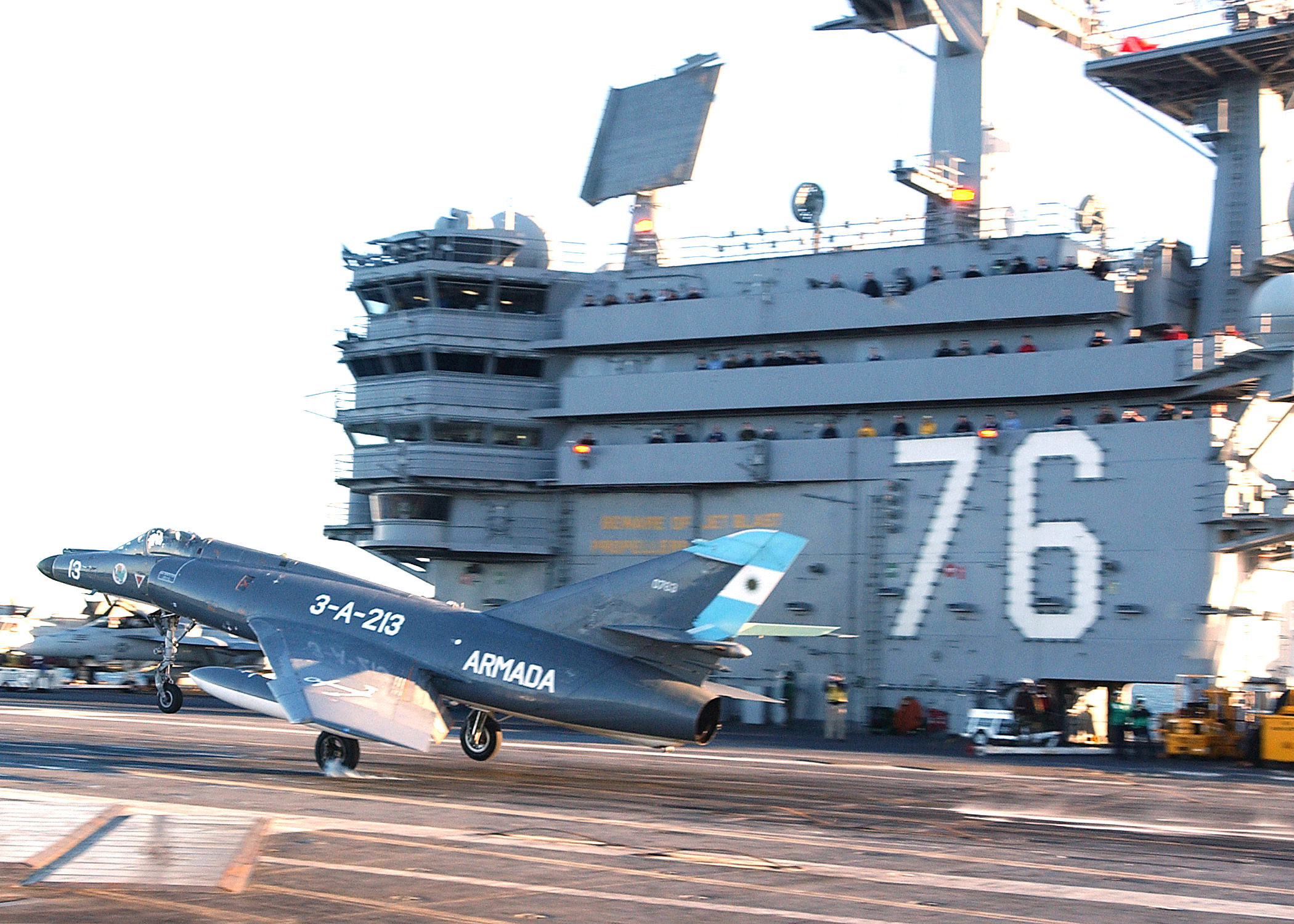
Posé-décollé d'un appareil argentin le 17 juin 2004 sur l'USS Ronald Reagan (CVN-76).

En juillet 1979, l'Argentine commanda quatorze Super-Étendard pour son aviation navale. Cinq appareils avec cinq missiles Exocet, avaient été livrés lorsqu'éclata la guerre des Malouines en 1982. Les neuf autres, ainsi que leurs neuf missiles, furent bloqués par l'embargo et livrés seulement une fois le conflit achevé. Le Super-Étendard a été choisi par la marine argentine en raison de sa capacité à être mis en œuvre depuis son porte-avions Veinticinco de Mayo. En raison des longues indisponibilités puis du retrait du service de celui-ci en 1999, les Super-Étendard argentins ne sont plus embarqués sur porte-avions qu'à l'occasion d'exercices réalisés avec la marine brésilienne grâce au Nae Minas Gerais puis au Nae Sao Paulo.
L'Argentine a utilisé ses Super-Étendard pendant la guerre des Malouines. Faisant usage de missiles AM39 Exocet, ils coulèrent deux navires de la flotte britannique : le destroyer HMS Sheffield (le 10 mai 1982) et le bâtiment logistique Atlantic Conveyor (le 25 mai 1982).
L'attaque du Sheffield se déroula le 4 mai 1982 de la façon suivante :

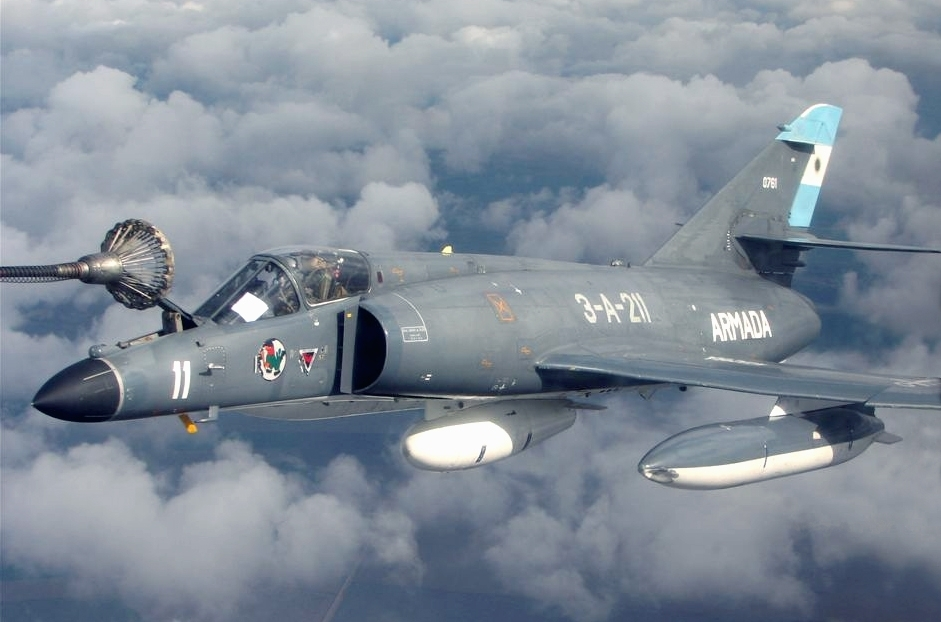
Un Super-Étendard de la Marine argentine.

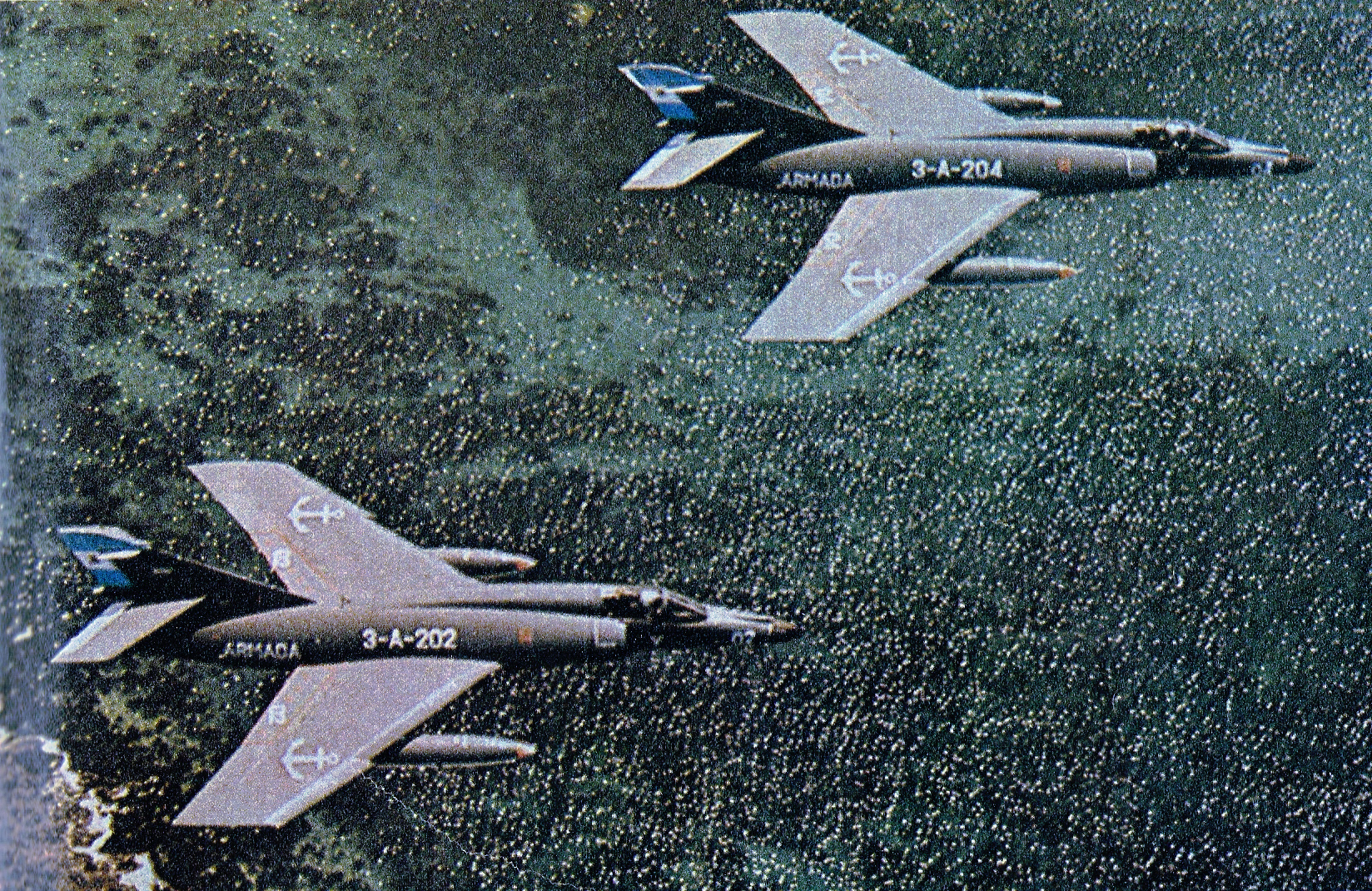
Deux Etendard argentins en 1982, le 3-A-202 participa à l'attaque du "Sheffield". Le 3-A-204 participa à l'attaque de l'"Atlantic Conveyor".

Un Lockheed SP-2H Neptune de l'Aviation navale argentine, établit un contact radar avec ce qui semblait être des navires britanniques. Les deux pilotes d'alerte, le capitaine Bedacarratz et le lieutenant de frégate Mayora, décollèrent à 9 h 0 à bord des Super-Étendard no 3-A-202 et no 3-A-203, chacun armé d'un AM39 Exocet. Ils montèrent d'abord à 4 500 mètres. Ils descendirent pour se ravitailler en vol à un KC-130 à 30 mètres des flots. À 10 h 4, ils étaient à 463 km de leur objectif : c'était la phase finale de l'attaque. Soudain, une alarme se déclencha : ils étaient illuminés par un radar ennemi. Ils plongèrent au ras des flots pour échapper à la détection. Les pilotes entrèrent les coordonnées fournies par le Neptune dans l'unité d'attaque du système d'armes, puis montèrent à 150 m et allumèrent leur radar, mais rien n'apparut sur l'écran. Ils retournèrent à très basse altitude et foncèrent vers la dernière position indiquée par le Neptune et rallument leur radar. Cette fois, Bedacarratz vit deux échos apparaître sur son écran. Le premier ne semblait pas de grande taille (le Sheffield) et le second était bien plus gros (porte-avions HMS Hermes). Les pilotes tirèrent tous les deux leur missile, mais crurent qu'il ne marchait pas car ils ignoraient alors que le moteur met un certain temps à s'allumer (deux secondes environ). Le porte-avions Hermes perçut le tir des missiles, mais pas le Sheffield dont les radars étaient éteints. Lorsque les marins de ce dernier virent l'engin fondre sur eux, il était trop tard et, moins de dix secondes après, l'Exocet s'enfonça dans la coque. Les Super-Étendard étaient déjà loin, fonçant à 30 mètres au-dessus des flots pour échapper à la détection. Ils se ravitaillèrent, puis rentrèrent à la base de Río Grande, où ils annoncèrent qu'ils avaient tiré deux missiles dans des conditions favorables. Un coup de téléphone avertit les pilotes que Londres déclarait qu'un missile avait touché le Sheffield. Ils ne surent jamais qui des deux avait fait mouche.
L’Atlantic Conveyor était un RORO de 14 950 tonnes, propriété de la Cunard. Il fut réquisitionné le 14 avril 1982 avec l’Atlantic Causeway par le ministère britannique de la Défense au début de la guerre des Malouines. Le bâtiment ne fut pas équipé de systèmes de défense (actifs ou passifs) pour des raisons de délai, du fait de sa faible valeur relative, ainsi qu'à la suite d'une controverse sur la légalité d'une telle opération.
Le navire fut utilisé pour transporter de l'équipement à la force expéditionnaire britannique, envoyée pour reconquérir les îles. Équipé d'un pont d'envol improvisé, il contenait en particulier huit ADAV Sea Harriers et six Harriers GR.3, huit hélicoptères Westland Wessex et quatre CH-47 Chinook. Il transfère sa cargaison de Harriers en mer vers les porte-avions HMS Hermes et HMS Invincible entre le 19 et le 21 mai 1982. Dans la nuit du 21 mai, une tête de pont est établie dans la Baie de San Carlos, suivi de débarquements peu après. L’Atlantic Conveyor se dirigea vers la baie de San Carlos le 25 mai sous le couvert de l'obscurité pour débarquer tous les hélicoptères et commencer à transférer toute la cargaison en utilisant des péniches de débarquement à la première lueur du jour.

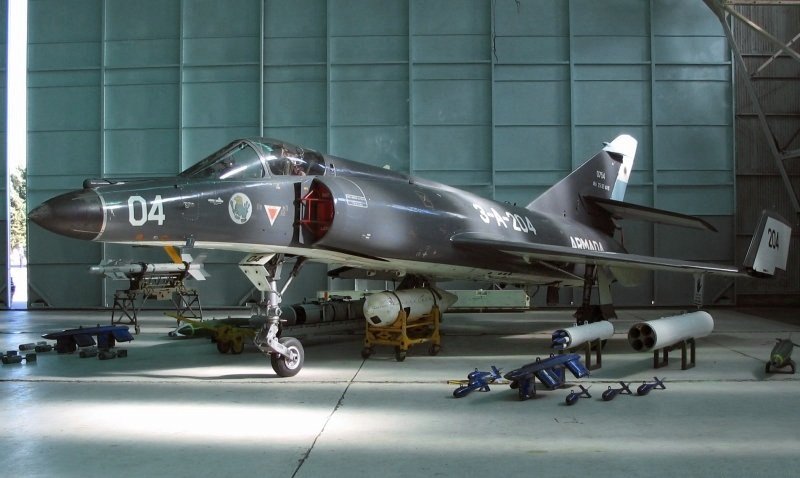
Le no 3-A-204 est l’un des deux appareils ayant attaqué lAtlantic Conveyor, avec marquage de sa victoire visible sur le nez.

Deux Super-Étendard de l’aviation navale argentine approchant par le nord après avoir fait le plein d'un ravitailleur Hercules C-130, l'ont touché de deux missiles Exocet AM-39 le 25 mai 1982 à 19 h 40. Il fut ravagé par l'incendie qui s'ensuivit et il fut décidé de le couler. Tous les hélicoptères alors à bord furent détruits, soit trois Chinook et trois Wessex, à l'exception d'un autre Chinook qui était en vol au moment de l'impact. La perte de ces appareils condamna les troupes britanniques à marcher à travers les îles pour prendre Port Stanley. Douze hommes périrent dans l'incendie, dont le commandant du navire, le capitaine Ian North, qui reçut à titre posthume la Distinguished Service Cross.
Les SUE sont officiellement en service dans la marine argentine jusq'en 2023 meme s'ils ne volent plus depuis 2017. 
Le remplacement progressif jusqu'en 2015 des SEM de l'aéronavale française par le Rafale M pouvait permettre à l'Argentine de reprendre les 54 appareils restants mais fin 2015, cela n'est plus d'actualité.
En octobre 2017, une proposition de la France pour la vente à l'Argentine de cinq Super-Étendard modernisés (SEM) pour environ 14 millions d'euros est envisagée. Cette vente inclurait les avions (les numéros 1, 31, 41, 44 et 51), dix réacteurs Atar 8K50, des pièces de rechange, un simulateur de vol et plusieurs bancs d'essai. Ces avions étaient entreposés sur la base aérienne 279 de Châteaudun, depuis leur retrait du service en juillet 2016. Le 15 mai 2018, le président argentin Mauricio Macri a donné son feu vert pour l'achat de cinq Super-Étendard destinés à la marine argentine pour un montant de près de 12 millions d'euros. Après de longs délais dus à des retards de paiement de l'Argentine, les cinq ex-SEM sont livrés en avril 2019. Cependant, ils n'ont jamais effectué de vols opérationnels en raison du manque d'éjecteurs à cause d'un embargo britannique. Le 17 mai 2023, le ministre de la Défense argentin a officiellement décidé de ne plus tenter de les remettre en service.
En juin 2024 Javier Milei, président argentin, est en négociation pour livrer les cinq Super-Étendard à l'Ukraine.

### Force aérienne irakienne

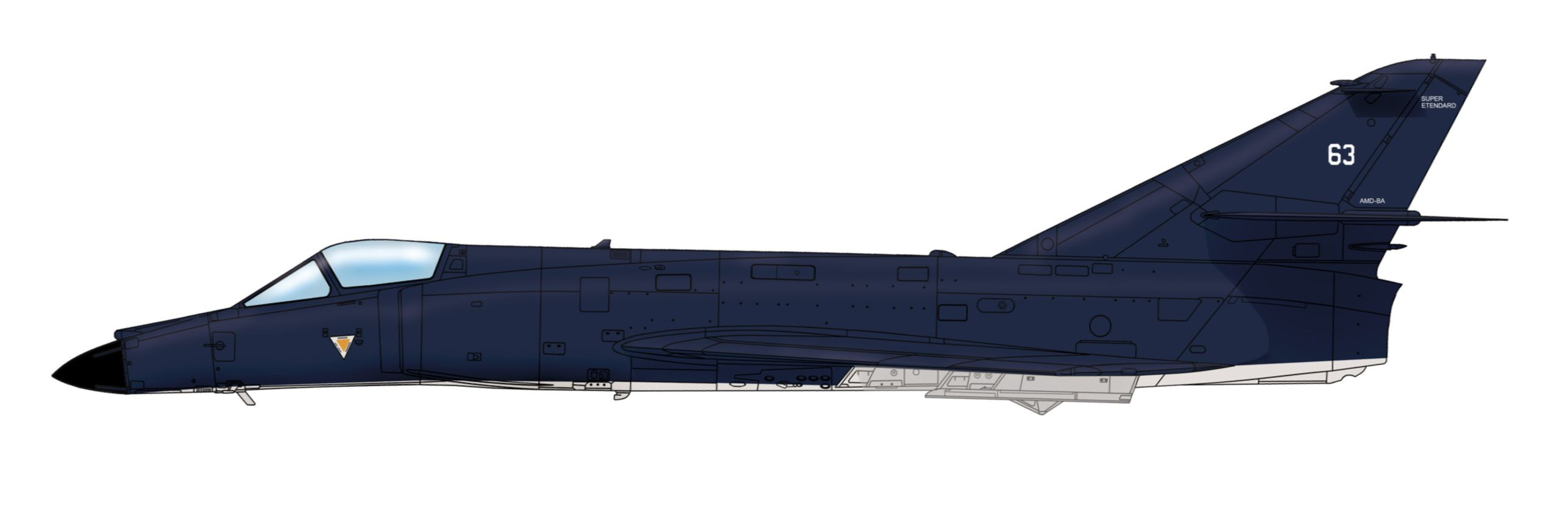
Dassault Super-Étendard, Force aérienne irakienne (IQAF), 1983

Entre 1983 et 1985, cinq avions furent loués par la France à la force aérienne irakienne, alors en plein conflit avec l'Iran (opération Sugar). L'Irak avait en effet acheté des missiles Exocet mais ne disposait pas encore des Mirage F1 capables de les tirer. Un Super-Étendard a été perdu lors des opérations irakiennes. Piloté par le lieutenant Kamal, il a été abattu en vol le 2 avril 1984 par un F-4E iranien.

## Accidents

### Marine nationale
Depuis 1978, quatorze appareils en service dans la marine française ont été perdus accidentellement, dont cinq en version SEM :
- Le 27 mai 1982, accident d'un Super-Étendard au large de Toulon (Var). Le pilote est tué ;
- septembre 1986, accident en mer Méditerranée. Le pilote s'éjecte ;
- Le 2 avril 1987, un Super-Étendard disparaît lors d'un vol d'entraînement de nuit au nord de l'île Vierge. Ni l'avion ni le pilote n'ont été retrouvés[22] ;
- juillet 1987, accident d'un Super-Étendard dans une forêt d'Ille-et-Vilaine. Le pilote s'éjecte ;
- Le 17 juillet 1988, accident du Super-Étendard no 54 lors d'un appontage de nuit sur le porte-avions Clemenceau. Le pilote est décédé ;
- Le 31 mai 1990, un pilote de Super-Étendard s'éjecte à 60 nautiques au large de Hyères (Var). Il est repêché par un Dauphin de l'escadrille 23S[23] ;
- Le 27 août 1991, un pilote du Super-étendard no 7 de la flottille 11F s'éjecte au décollage de la base de Lann-Bihoué (Morbihan) à la suite d'une explosion du moteur. Le pilote est sain et sauf ;
- Le 27 mars 1994, le pilote du Super-Étendard no 5 de la flottille 11F opérant depuis le porte-avions Clemenceau abîmé en mer Adriatique est récupéré par l'hélicoptère Pedro de l'escadrille 23S[23] ;
- Le 26 janvier 1996, accident d'un Super-Étendard de l'escadrille 59S au large de La Ciotat (Bouches-du-Rhône), pilote éjecté ;
- Le 22 octobre 2002, un pilote allemand en échange tire trop sur le manche lors du catapultage depuis le porte-avions Charles-de-Gaulle. Le Super-Étendard no 26 décroche en bout de pont d'envol. Le pilote s'éjecte et est repêché par un hélicoptère ;
- le 14 avril 2004, un Super-Étendard modernisé no 35 de la flottille 17F rate son appontage sur le porte-avions Charles-de-Gaulle, plaquant l'appareil sur le pont d'envol. Le pilote est indemne[24] ;
- Le 7 décembre 2005, un Super-Étendard modernisé de la flottille 11F no 45, immatriculé F-XCKA est perdu en mer dans le golfe d'Ajaccio après que son réacteur a aspiré un oiseau. Le pilote a pu s'éjecter à temps et n'est que légèrement blessé[25],[26] ;
- Le 21 mars 2006, un oiseau heurte le pare-brise du Super-Étendard modernisé no 3 de la flottille 11F au-dessus de Pontorson (Manche), obligeant le pilote à se poser sur un terrain à Dinard (Ille-et-Vilaine)[27] ;
- Le 24 août 2006 vers 18 h 30, le Super-Étendard modernisé no 43 de la flottille 11F à l'atterrissage touche durement la piste de la BAN Landivisiau et est endommagé. Pas de blessé[28] ;
- Le 21 mars 2008, un Super-Étendard modernisé de la flottille 17F est perdu en mer au sud de Cavalaire-sur-Mer, lors d'un vol d'entraînement. Son pilote a pu s'éjecter[29] ;
- Le 1er octobre 2008 à 17 h 10, les Super-Étendard modernisés no 38 et no 49 de la flottille 11F se percutent en baie de Lannion, à environ 27 km au nord de Morlaix, lors d'une mission d'exercice au départ de la BAN Landivisiau. Les pilotes ont pu s'éjecter. L'un d'entre eux est repêché[30]. Dans un premier temps, le chasseur de mines Lyre (M648) n'a pas pu localiser les épaves gisant à une soixantaine de mètres de fond et les recherches pour retrouver le second pilote, le lieutenant de vaisseau Sébastien Lhéritier, sont abandonnées le lendemain à 12 h[31]. Puis, le 15 octobre 2008, le bâtiment de soutien, d'assistance et de dépollution (BSAD) Argonaute du CROSS quadrille la zone du crash à une dizaine de milles au nord de l'île de Batz. Des robots sous-marins munis de caméras sont déployés afin de positionner précisément les débris[32], qu'ils localisent le 17 octobre 2008 par 80 mètres de fond, ainsi que le corps du pilote disparu, qui est récupéré[33]. Une partie de carlingue et une aile de l'un des appareils est repêchée par un chalutier à l'est de l'île de Batz en février 2009[34]. L'enquête technique aéronautique a été confiée au Bureau d'enquêtes et d'analyses de la Défense-Air (BEAD-Air) de Brétigny-sur-Orge ;
- Le 20 mai 2009 à 19 h 35, un Super-Étendard modernisé de la flottille 11F se pose en urgence sur l'aéroport de Nantes-Atlantique, à la suite d'une panne hydraulique, lors d'une mission d'exercice au départ de la BAN Landivisiau[35] ;
- Le 16 juillet 2013 le train d'atterrissage du Super-Étendard modernisé n°61 de la flottille 17F se brise lors de son appontage sur le porte-avion "Charles-de-Gaulle". Le pilote est indemne ;
- Le 6 février 2016 à 13 h 27, le Super-Étendard modernisé no 43 de la flottille 17F rate son appontage sur le porte-avions Charles-de-Gaulle, dans le golfe Persique après une mission CAS (Close Air Support) dans le cadre de l'opération Chammal. Le pilote est blessé gravement, il a une vive douleur au dos, le médecin décide de son immobilisation avant de l'extraire au moyen de la grue VLIPE (Véhicule léger d'intervention pont d'envol). Un mécanicien est légèrement blessé à la suite d'une chute pour éviter la roue de l'avion projetée[36].

### Marine argentine
Pour sa part, la Marine argentine a perdu trois appareils sur les quatorze initiaux opérés par la 2e Escuadrilla Aeronaval de Caza y Ataque :
- Le 1er août 1989 le lieutenant (Teniente de Fragata) Carlos « Trueno » Manchinelli meurt aux commandes du 0760-3-A-210 ;
- Le 11 décembre 1989 le lieutenant (Teniente de Navío) Félix Médici s'éjecte du 0762/3-A-212 ;
- Le 29 mai 1993 le lieutenant (Teniente de Navío) Sergio « Cutu » Márquez meurt aux commandes du 0753/3-A-203. Le « 3-A-203 » était l'appareil qui avait mis hors de combat le HMS Sheffield le 4 mai 1982 et l'Atlantic Conveyor le 25 mai 1982 au cours de la guerre des Malouines.

## Exemplaires conservés
Le musée de l'Air et de l'Espace du Bourget conserve le Super-Étendard modernisé no 64 arrivé en vol en 2010.
L'Association nationale des amis du musée de l'aéronautique navale (ANAMAN) basé sur l'aéroport de Rochefort - Charente-Maritime conserve deux exemplaires du Super-Étendard : le no 02 et le SEM no 8 l'un des derniers catapultés depuis le Charles de Gaulle et arrivé le 3 mai 2016.
Le Super Etendard no 25 est préservé par les Ailes Anciennes Toulouse.
Le Conservatoire de l'air et de l'espace d'Aquitaine possède le Super-Étendard modernisé no 33, reçu le 20 novembre 2017 par camions.
Le lycée professionnel aux métiers de l'aéronautique Jean-Zay de Jarny (54) abrite depuis juillet 2017 le no 65 provenant de la flottille 17F de Landivisiau (29).
Le Lycée Polyvalent Val-De-Lys (59) détient le numéro 6.
Le lycée polyvalent Alexandre Denis à Cerny (91) abrite le n°32.
L'Aérocampus situé à Latresne dispose également de l'exemplaire n°12.
L'École navale a reçu le 27 mai 2015 le Super-Étendard modernisé n°57, avec sa livrée commémorant les 40 ans du Super Étendard (en 2014).

## Culture populaire

### Bandes dessinées
Le Super-Étendard est visible dans la bande dessinée Les Aventures de Buck Danny de Francis Bergèse, le no 51 : Mystère en Antarctique, Dupuis, 2005  (ISBN 2-8001-3517-4).
Il est aussi l'avion vedette de deux autres bandes dessinée : les 12 premiers albums de la série Missions Kimono, de Jean-Yves Brouard et Francis Nicole, JYB Aventures, 2001-2011 et L'Énigme W, de Pierre Brochard et Daniel Chauvin, Fleurus, 1986.

### Jeux vidéo
Le Super-Étendard est mis en scène dans les jeux vidéo suivants :
- ARMA II (add-on) ;
- ArmA: Armed Assault (add-on) ;
- Flight Simulator X (add-on) ;
- FlightGear (add-on) ;
- Lock On (add-on) ;
- Operation Flashpoint (add-on) ;
- Wargame: AirLand Battle ;
- Wargame: Red Dragon ;
- War Thunder ;
- Warno (add-on) ;
- X-Plane (add-on).

### Développement lié
- Dassault Étendard II
- Dassault Étendard IV
- Dassault Étendard VI

### Aéronefs comparables
- A-7 Corsair II
- Blackburn Buccaneer

### Sources
- « Coup au but sur le Sheffield », Air Fan, no 342,‎ mai 2007